# گراشوتسی
گراشوتسی (به صربی: Graševci) یک منطقهٔ مسکونی در صربستان است که در بروس واقع شده‌است. گراشوتسی ۴۹۹ نفر جمعیت دارد.